# 羅克希爾 (喬治亞州)
羅克希爾（英語：Rock Hill）是位於美國喬治亞州厄爾利縣的一個非建制地區。該地的面積和人口皆未知。

## 地理
羅克希爾的座標為31°19′42″N 85°01′54″W / 31.32833°N 85.03167°W，而該地的平均海拔高度為67米（即220英尺）。